# شاهدخت نوریکو (۱۲۱۰–۱۱۷۷ میلادی)
شاهدخت نوریکو (به ژاپنی: 範子内親王)؛ ۴ دسامبر ۱۱۷۷ – ۱۳ مهٔ ۱۲۱۰) آریستوکراسی (طبقه) در دوره کاماکورا اهل ژاپن بود. او به عنوان مادر افتخاری (جونبو-ریستوگو) برادرزاده‌اش امپراتور تسوچی‌میکادو منصوب شد و از سال ۱۱۹۸ تا ۱۲۰۶ در اوایل سلطنت امپراتور تسوچی‌میکادو به عنوان ملکه به او خدمت کرد.